# Зарічний (Гафурійський район)
Зарі́чний (рос. Заречный, башк. Заречье) — присілок у складі Гафурійського району Башкортостану, Росія. Входить до складу Красноусольської сільської ради.
Населення — 78 осіб (2010; 79 в 2002).
Національний склад:
- башкири — 62%
- татари — 34%